# ガーベッジ・プレート
- ガービッジ・プレート
- ガーベイジ・プレート
- ガーベージ・プレート
- ガーベジ・プレート
- ガベージ・プレート

ガーベッジ・プレート（英: Garbage Plate（→生ごみプレート））とは米国料理の一種。ソーセージもしくはハンバーガーパティをマカロニサラダやホームフライのような付け合わせの上に乗せ、ホットミートソース、タマネギ、ケチャップ、マスタードなどで調味したもの。バターを塗ったパンとともに食べるのが一般的。
ニューヨーク州ロチェスターにあるレストラン、ニック・タフー・ホッツで1918年に作り出された料理で、同店の名物として知られる。現在ではロチェスターを代表する料理として多くの飲食店で提供されているが、料理名はロチェスター・プレート、トラッシュ・プレート、単なるプレートなど幅がある。

## 歴史
ガーベッジ・プレートを生み出したのはレストラン経営者のアレクサンダー・タフーである。タフーはギリシャ系移民で、1918年にニューヨーク州ロチェスターでウェスト・メイン・テキサス・ホッツというレストランを開いた。ガーベッジ・プレートの原型は、「ホット」と呼ばれるソーセージ（ホットドッグ用の標準的なタイプ、もしくは「ホワイトホット」と呼ばれるロチェスター風の白いソーセージ）にジャガイモとコールドビーン、イタリア風パンとバターを添えたメニューだった。
アレクサンダーの息子ニックが1940年に店を相続してニック・タフー・ホッツと改名すると、このプレート料理の内容も変化していった。やがて「ホット」の代わりにハンバーガーパティも使われ始め、トッピングにはマカロニサラダなどが追加され、チリに似た自家製ホットミートソースがかけられるようになった。ソースのレシピはアレクサンダーの友人だったメキシコ人の家庭で食べられていたもので、このメニューに欠かせない存在となった。
この料理が「ガーベッジ・プレート」として知られるようになったのは1980年代のことで、同店に通う大学生が注文時に「あの残飯全部盛りのプレート」と呼ぶようになってからである。当初、ニック・タフーとその家族は食べ物の呼び名にふさわしくないと主張していたが、1991年には「ガーベッジ・プレート」の名を米国商標に出願し、他店が同じ名前を使えないようにした。

## バリエーション

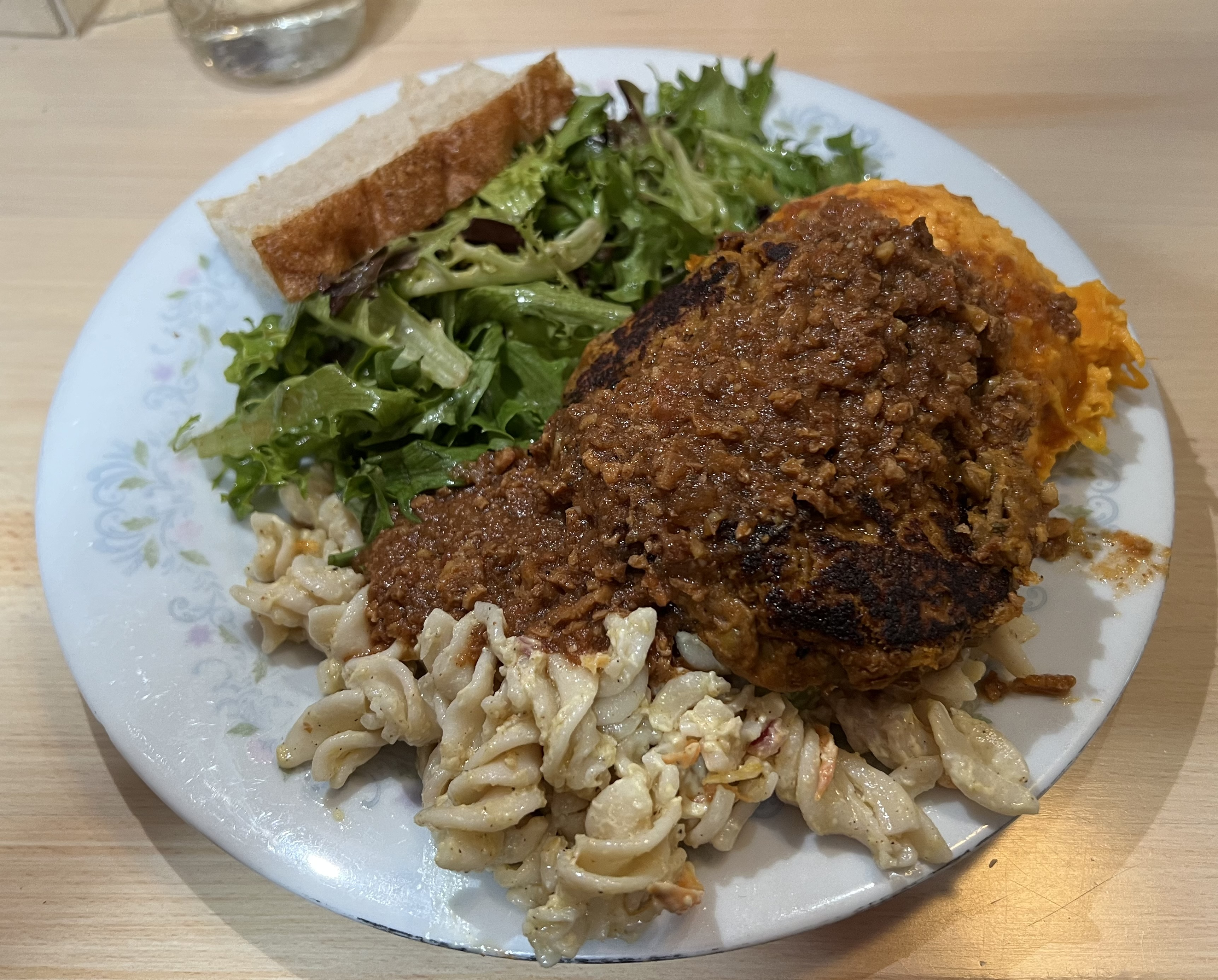
ロチェスターのザ・レッド・ファーンによるヴィーガン版「コンポスト・プレート」。レンズマメハンバーグ、マカロニサラダ、プラントベースのミートソース、バルサミコ酢のサラダからなる。

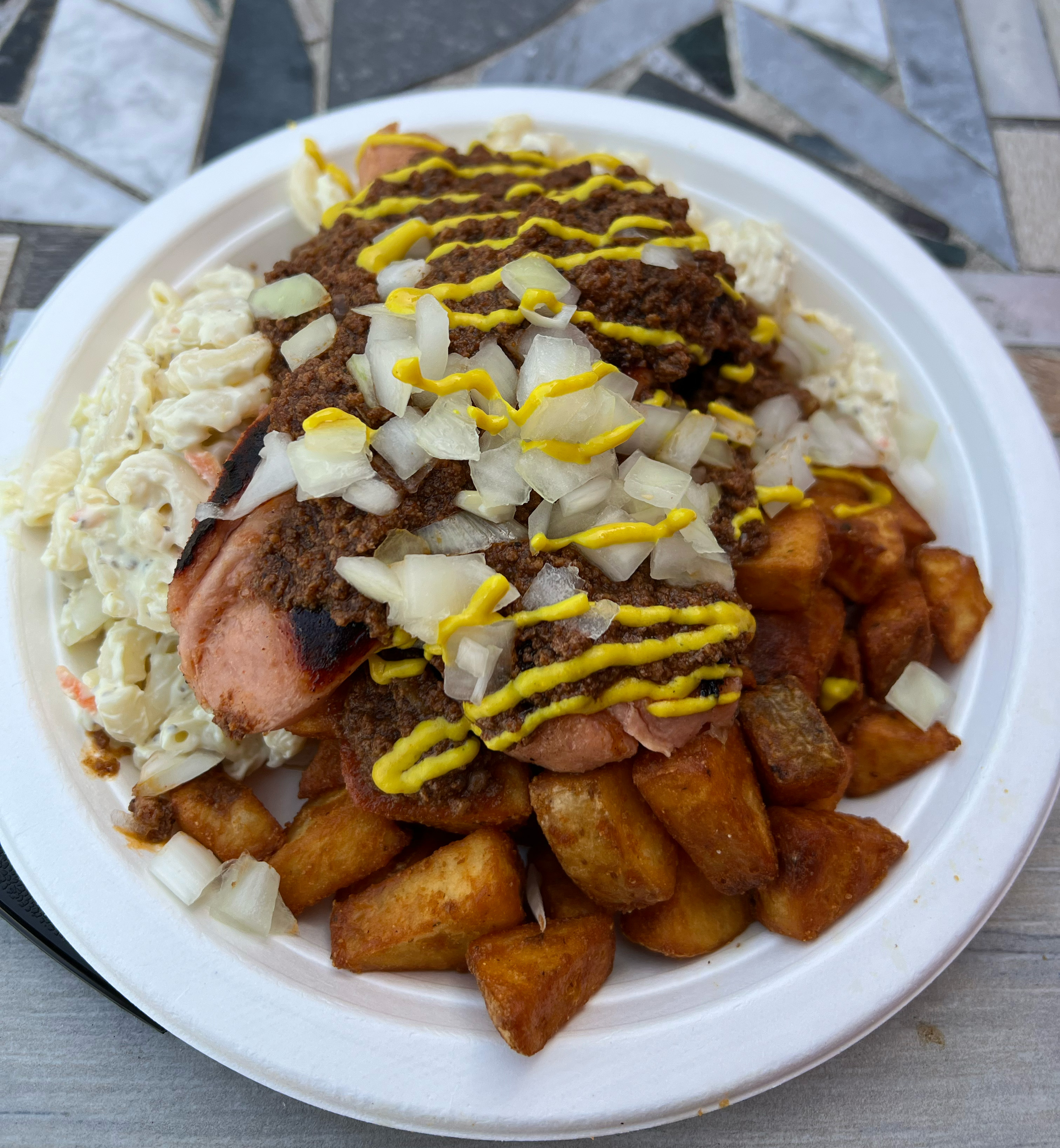
ロチェスターのドッグタウンによる「ジャンクヤード・プレート」。マカロニサラダとホームフライを敷いた上にスライスしたソーセージを乗せ、ミートソース、タマネギ、マスタードをトッピングしている。

ニック・タフー・ホッツが持つ商標権の侵害を避けるため、ロチェスター周辺の飲食店の多くはガーベッジ・プレートに似た料理を別の名前で提供している。メニュー名の例にはロチェスター・プレート、ジャンクヤード・プレート（→ごみ捨て場プレート）、トラッシュ・プレート（→ごみプレート）、ホット・プレート、ラビッシュ・プレート（→がらくたプレート）、スロッピー・プレート（→べしゃべしゃプレート）、メッシー・プレート（→ぐちゃぐちゃプレート）などがある。メニューの内容は店によってさまざまで、プラカップに層を成すように詰めたものをトラッシュカン（→ごみ箱）と称して提供する店がある。スシを用いるものや、ソーセージや多様な野菜をバターとワインのソースに浸したものもある。ロチェスターの飲食店ザ・レッド・ファーンは、ヴィーガン版のガーベッジ・プレートにコンポスト・プレート（→堆肥プレート）の名を付けた。
ガーベッジ・プレートに類似したメニューを出す店はロチェスター都市圏を超えてニューヨーク市、ピッツバーグ、ローリー、デンバーなどにも広がっている。

## 受容・影響
ガーベッジ・プレートは地元の名物と見なされており、メディアによってロチェスターのシンボルとされることがある。ジム・メモットはデモクラット・アンド・クロニクル紙でこの料理が「ロチェスターの代名詞」だと述べ、同市の老舗企業であるコダックよりも存在感が優るとした。メガン・オディーはウェブメディア Eaterへの寄稿で「ロチェスターのプレートは本質的にこの場所の一部」であって地域の食文化と切り離せないと書いた。また周辺地域の変化に富んだ地勢に触れて「ロチェスターそのものと同じく、ガーベッジ・プレートにはあらゆる要素が少しずつ入っている」とした。そのほか、ガーベッジ・プレートは二日酔いに効く食品としても広く信じられている。
2017年8月、ガーベッジ・プレート誕生100周年を記念して、マイナーリーグ球団のロチェスター・レッドウィングスが一試合限定で「ロチェスター・プレーツ」に改名し、球場フードとして、「ホーム・プレート（→本塁）」と名付けられたものなどガーベッジ・プレートのバリエーションを販売した。同球団は2018年にも木曜日のホームゲーム限定で「ロチェスター・プレーツ」の名称を用いた。また翌年には、ガーベッジ・プレートにちなんでごみ収集缶に入ったマスコットキャラクターの「マック」をデビューさせた。